# دانشگاه اس. سیریل و متودوس
دانشگاه اس. سیریل و متودوس (به لاتین: University of Ss. Cyril and Methodius) یک دانشگاه و مؤسسه آموزشی در اسلواکی است که در ترناوا واقع شده‌است.